# Local Government Area (Australien)

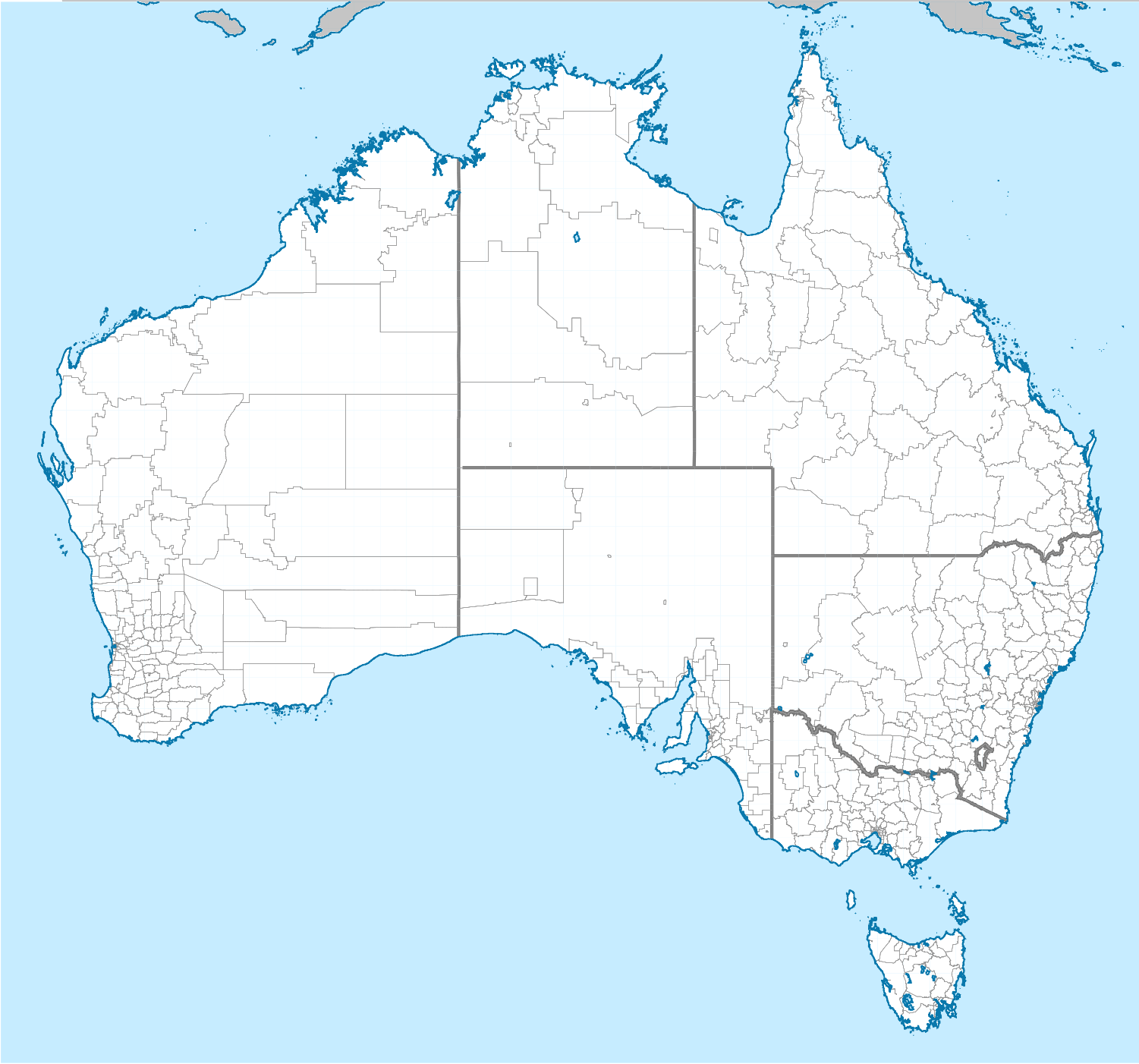
Unterteilung Australiens in LGA

Der Begriff Local Government Area (LGA, deutsch lokales Verwaltungsgebiet) bezeichnet in Australien die kommunalen Gebietskörperschaften. Die LGA bilden nach dem Bund und den einzelnen Bundesstaaten und Territorien die dritte und zugleich unterste Ebene der behördlichen Verwaltung. Die deutsche Entsprechung ist in etwa ein Landkreis, allerdings sind in Australien auch Städte in LGA unterteilt.
Das Konzept der LGA wurde bereits in der Zeit der Kolonialherrschaft im 19. Jahrhundert eingeführt. Die Bildung oder Auflösung der LGA und die Festlegung seiner Kompetenzen fällt in die Zuständigkeit der Regierungen der jeweiligen Bundesstaaten und Territorien. Große, unbewohnte Teile des Landes sind nicht in LGA unterteilt. Keine Untergliederung in LGA besitzen außerdem das Australian Capital Territory und das Jervis Bay Territory.
Geführt wird ein LGA von einer gewählten Versammlung, dem sogenannten Council, dem ein Mayor oder President vorsteht. In manchen Gegenden wird der Mayor direkt von der Bevölkerung gewählt, in der Regel aber von den Abgeordneten des Council. Der Verantwortungsbereich des Council beschränkt sich auf kommunale Aufgaben wie die Verwaltung öffentlicher Einrichtungen (Büchereien, Museen, Parks etc.), die Festlegung von Flächennutzungsplänen und die Abfallentsorgung.

## Bezeichnungen
Der Name eines LGA wird häufig aus dem Namen des Gebietes und daran angehängt einer Bezeichnung wie Borough, City, District, Municipality, Region, Rural City, Shire oder Town. Zahlreiche LGAs in New South Wales und einige in South Australia besitzen auch den Zusatz Council, wie z. B. Manly Council oder Waverley Council. Dies hängt damit zusammen, dass in einigen regionalen Varianten des australischen Englischs der Begriff Council gleichbedeutend mit dem geographischen Gebiet ist, während in anderen Gebieten dieser Begriff ausschließlich für die gewählten lokalen Ratsvertreter steht.
Je nach Gliedstaat gibt es unterschiedliche Namenszusätze:
- New South Wales: City, Area
- Northern Territory: City, Town, Community Government Council und Shire
- Queensland: City, Shire, Town und Island Council
- South Australia: City, Rural City, Municipality/Municipal Council, District Council, Regional Council und Aboriginal Council
- Tasmanien: City und Municipality
- Victoria: City, Rural City, Borough und Shire
- Western Australia: City, Town und Shire